# Batalhão de Intervenção Rápida
O Batalhão de Intervenção Rápida (em francês:  Bataillon d'intervention rapide, BIR) é uma força militar de elite e uma unidade de combate do exército das Forças Armadas dos Camarões.
A unidade é apoiada pelos Estados Unidos, reporta-se diretamente ao presidente dos Camarões e desempenhou um papel importante na guerra camaronesa e regional contra o Boko Haram. A unidade também foi acusada de torturar e matar detidos em várias de suas bases no norte de Camarões e na Nigéria.

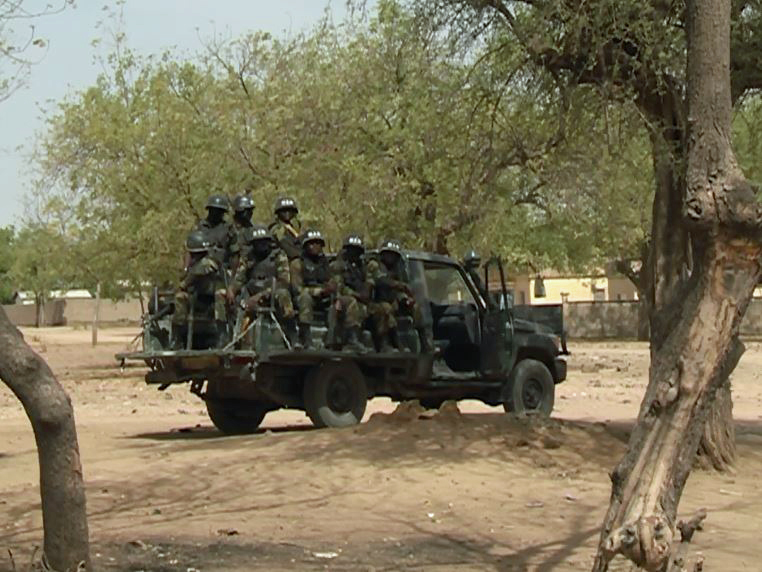
Batalhão de Intervenção Rápida em Maroua, 17 de janeiro de 2019.

## Apoio estrangeiro

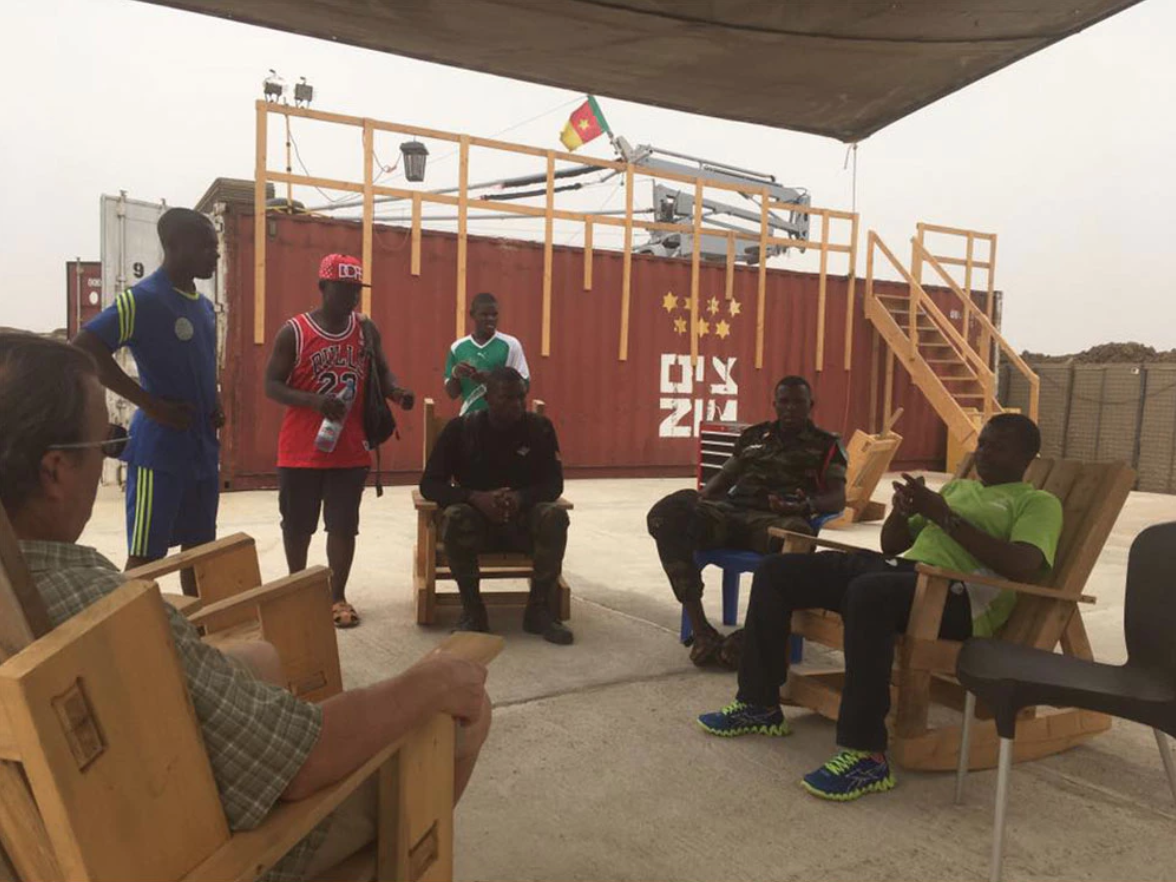
Soldados do BIR falam com conselheiros militares americanos em sua base militar em Salak, Camarões.

O Batalhão de Intervenção Rápida recebeu equipamentos e treinamento dos Estados Unidos e Israel. Na primavera de 2016, o embaixador dos Estados Unidos em Camarões, Michael Hoza, elogiou a unidade, afirmando: "Em seu treinamento, conduta e liderança, o BIR exibiu todos os valores que esperamos em nossas próprias forças armadas - profissionalismo, proteção da população civil , e respeito pelos direitos humanos." Os militares estadunidenses confirmaram que trabalham com o BIR na luta contra o Boko Haram e afirmaram que cerca de 300 do seu contingente militar trabalharam com o Batalhão de Intervenção Rápida em um determinado momento.
Michael Page, um antigo Departamento de Estado dos Estados Unidos e analista de inteligência, descreveu o Batalhão de Intervenção Rápida como um "exército dentro de um exército" camaronês para os Estados Unidos.

## Acusações de abusos de direitos humanos
A Anistia Internacional acusou o Batalhão de Intervenção Rápida de torturar detidos, apoiando essas acusações com vídeos vazados de soldados vestindo uniformes do batalhão e torturando detentos. A organização afirmou que os detidos são principalmente homens em idade militar, muçulmanos e de etnia kanuri, mas que mulheres e crianças também foram detidas. Tanto homens como mulheres foram torturados. Detidos torturados testemunharam que soldados norte-americanos estiveram presentes nas bases do batalhão onde foram presos. Todos os anos, desde 2010, o Departamento de Estado dos Estados Unidos emitiu um relatório acusando o Batalhão de Intervenção Rápida de abusos de direitos humanos, incluindo assassinatos e agressões.